# ترسا پورتلا
ترسا پورتلا (اسپانیایی: Teresa Portela‎؛ زادهٔ ۵ مهٔ ۱۹۸۲) قایقران کانو زن اهل اسپانیا است.
وی در مسابقات کشوری و بین‌المللی در مجموع برندهٔ ۹ مدال طلا، ۱۱ مدال نقره، ۱۴ مدال برنز شده‌است.